# Солец Кујавски
Солец Кујавски (пољ. Solec Kujawski) град је у Пољској у Војводству кујавско-поморском. По подацима из 2012. године број становника у месту је био 15 697.

## Становништво
| 2012.  |
| ------ |
| 15 697 |